# Tarence Kinsey
Tarence Anthony Kinsey (Tampa, 21 marzo 1984) è un ex cestista statunitense.

## Statistiche

### College
| Anno       | Squadra        | PG  | PT | MP   | TC%  | 3P%  | TL%  | RP  | AP  | PRP | SP  | PP   |
| ---------- | -------------- | --- | -- | ---- | ---- | ---- | ---- | --- | --- | --- | --- | ---- |
| 2002-2003  | S.C. Gamecocks | 20  | 3  | 8,8  | 36,0 | 7,1  | 37,5 | 0,8 | 0,6 | 0,2 | 0,0 | 2,2  |
| 2003-2004  | S.C. Gamecocks | 33  | 25 | 21,9 | 40,2 | 31,8 | 70,0 | 3,2 | 1,3 | 1,1 | 0,2 | 8,3  |
| 2004-2005† | S.C. Gamecocks | 32  | 31 | 26,4 | 39,4 | 38,7 | 66,7 | 3,4 | 1,6 | 1,3 | 0,4 | 8,9  |
| 2005-2006† | S.C. Gamecocks | 38  | 37 | 34,8 | 45,3 | 37,6 | 84,3 | 4,6 | 2,3 | 1,6 | 0,3 | 15,8 |
| Carriera   | Carriera       | 123 | 96 | 24,9 | 42,1 | 35,6 | 73,7 | 3,3 | 1,6 | 1,2 | 0,3 | 9,8  |

### NBA

#### Regular Season
| Anno      | Squadra             | PG  | PT | MP   | TC%  | 3P%  | TL%  | RP  | AP  | PRP | SP  | PP  |
| --------- | ------------------- | --- | -- | ---- | ---- | ---- | ---- | --- | --- | --- | --- | --- |
| 2006-2007 | Memphis Grizzlies   | 48  | 12 | 20,1 | 45,7 | 28,3 | 79,6 | 2,0 | 0,9 | 1,1 | 0,0 | 7,7 |
| 2007-2008 | Memphis Grizzlies   | 11  | 0  | 8,7  | 42,1 | 42,9 | 83,3 | 1,1 | 0,2 | 0,3 | 0,0 | 3,6 |
| 2008-2009 | Cleveland Cavaliers | 50  | 3  | 5,5  | 44,9 | 38,9 | 86,8 | 0,8 | 0,2 | 0,2 | 0,0 | 2,0 |
| Carriera  | Carriera            | 109 | 15 | 12,3 | 45,3 | 32,4 | 81,7 | 1,3 | 0,5 | 0,6 | 0,0 | 4,7 |

#### Playoffs
| Anno     | Squadra             | PG | PT | MP  | TC%  | 3P% | TL% | RP  | AP  | PRP | SP  | PP  |
| -------- | ------------------- | -- | -- | --- | ---- | --- | --- | --- | --- | --- | --- | --- |
| 2009     | Cleveland Cavaliers | 9  | 0  | 1,2 | 33,3 | -   | 100 | 0,2 | 0,0 | 0,1 | 0,0 | 0,4 |
| Carriera | Carriera            | 9  | 0  | 1,2 | 33,3 | -   | 100 | 0,2 | 0,0 | 0,1 | 0,0 | 0,4 |

### Eurolega
| Anno      | Squadra         | PG | PT | MP   | TC%  | 3P%  | TL%  | RP  | AP  | PRP | SP  | PP   |
| --------- | --------------- | -- | -- | ---- | ---- | ---- | ---- | --- | --- | --- | --- | ---- |
| 2007-2008 | Fenerbahçe      | 12 | 0  | 22,0 | 40,2 | 22,6 | 72,7 | 2,8 | 0,8 | 1,4 | 0,2 | 8,8  |
| 2009-2010 | Fenerbahçe      | 10 | 8  | 24,7 | 47,4 | 40,0 | 73,1 | 3,0 | 1,3 | 1,1 | 0,1 | 10,1 |
| 2010-2011 | Fenerbahçe      | 14 | 2  | 22,3 | 48,5 | 25,0 | 64,5 | 2,8 | 1,1 | 1,4 | 0,1 | 8,4  |
| 2011-2012 | Anadolu Efes    | 9  | 7  | 25,0 | 41,7 | 27,8 | 69,2 | 3,8 | 1,1 | 1,6 | 0,4 | 8,2  |
| 2013-2014 | Partizan        | 16 | 13 | 31,6 | 42,9 | 35,5 | 82,1 | 4,6 | 1,6 | 1,8 | 0,4 | 14,8 |
| 2014-2015 | Nižnij Novgorod | 17 | 16 | 31,0 | 41,5 | 37,7 | 78,6 | 5,1 | 1,8 | 1,6 | 0,2 | 13,8 |
| 2015-2016 | Stella Rossa    | 16 | 15 | 23,5 | 41,3 | 12,9 | 87,8 | 2,2 | 1,9 | 1,1 | 0,2 | 9,6  |
| Carriera  | Carriera        | 94 | 61 | 26,1 | 43,0 | 29,6 | 77,6 | 3,5 | 1,4 | 1,4 | 0,2 | 10,9 |

### Eurocup
| Anno      | Squadra        | PG | PT | MP   | TC%  | 3P%  | TL%  | RP  | AP  | PRP | SP  | PP   |
| --------- | -------------- | -- | -- | ---- | ---- | ---- | ---- | --- | --- | --- | --- | ---- |
| 2015-2016 | Trabzonspor    | 10 | 2  | 28,8 | 51,7 | 30,4 | 80,6 | 6,4 | 2,0 | 0,8 | 0,1 | 12,2 |
| 2016-2017 | H. Gerusalemme | 18 | 15 | 25,8 | 50,0 | 37,8 | 80,0 | 2,6 | 1,7 | 1,4 | 0,2 | 10,4 |
| 2017-2018 | H. Gerusalemme | 7  | 5  | 22,8 | 38,8 | 26,7 | 87,5 | 3,0 | 1,3 | 1,1 | 0,3 | 8,0  |
| Carriera  | Carriera       | 35 | 22 | 26,0 | 48,5 | 33,3 | 81,4 | 3,8 | 1,7 | 1,2 | 0,2 | 10,5 |

## Palmarès

### Squadra
- 2 volte campione NIT (2005, 2006)
- Campionato turco: 3

Fenerbahçe Ülker: 2007-08, 2009-10, 2010-11
- Campionato serbo: 1

Stella Rossa Belgrado: 2015-16
- Campionato israeliano: 1

Hap. Gerusalemme: 2016-17
- Coppa di Turchia: 2

Fenerbahçe Ülker: 2009-10, 2010-11
- Coppa di Lega israeliana: 1

Hapoel Gerusalemme: 2016
- Lega Adriatica: 1

Stella Rossa Belgrado: 2015-16

### Individuale
- MVP Finali Campionato Turco:1

Fenerbahçe Ülker: 2009-10